# Lista de jogos eletrônicos licenciados de Fórmula 1

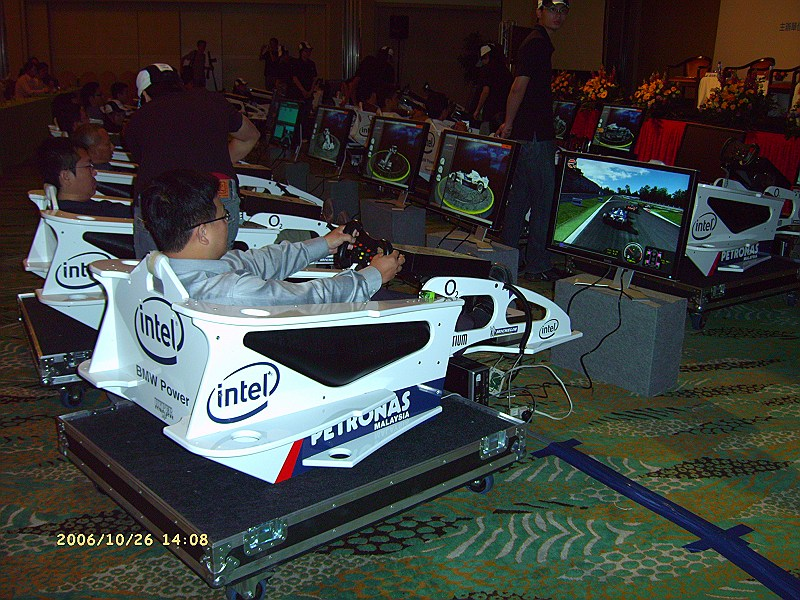
Intel, iTHome.

Desde o Pole Position em 1982, a Fórmula 1 sempre desempenhou um papel importante no gênero das corridas de videogame. O Grand Prix game de simulação de Geoff Crammond de 1991 desempenhou um papel fundamental na mudança dos jogos de Fórmula 1 de jogos de arcade para simulações completas do esporte.

## História

### Raízes iniciais e jogos de arcade
As raízes dos jogos de Fórmula 1 remetem à década de 1970, com jogos de arcade como Speed Race e Gran Trak 10, que retratavam carros do tipo Fórmula 1 em uma pista de corrida.
No entanto, o primeiro jogo de Fórmula 1 de sucesso na história dos fliperamas foi Pole Position, da Namco. No Pole Position, o jogador deve completar uma volta em um determinado período de tempo para se qualificar para uma corrida na pista de Fuji. Após a classificação, o jogador deve enfrentar outros carros em uma corrida do campeonato. O jogo teve muito sucesso e gerou uma sequência oficial, Pole Position II, e uma não oficial, Final Lap. Após o sucesso de Pole Position, muitos jogos semelhantes apareceram em fliperamas (e mais tarde transferidos para computadores domésticos) como o TX-1.
Durante o final da década de 1980, os fliperamas começaram a ser abandonados em favor dos jogos de computador doméstico. Os últimos jogos de arcade de sucesso podem ser considerados Super Sprint, que usa a visão superior em vez da visão traseira da maioria dos jogos, e sua sequência Championship Sprint .

### Começo da era do computador doméstico
Os primeiros verdadeiros simuladores de corrida de Fórmula Um foram a Checkered Flag e o Grand Prix de Geoff Crammond ( F1GP ). A bandeira quadriculada apresentava esgotamento de combustível e danos ao carro, além de um conjunto de vários circuitos reais. Anteriormente, a maioria dos jogos de corrida que representavam a Fórmula 1, como o Grand Prix Circuit daAccolade e o Ferrari Fórmula 1 da Electronic Arts, eram jogos estilo arcade, mas a F1GP prestava mais atenção à física dos carros, além de gráficos inovadores e renderização precisa das pistas de corrida reais. O jogo, lançado em 1992, foi baseado na temporada de 1991 Ao longo dos anos, o jogo teve sequências do Grand Prix 2, 3 e 4 (baseado em 1994, 1998, com uma atualização de 2000 e 2001 respectivamente).
A licença oficial da F1 também foi detida pela Ubisoft e posteriormente transferida para a Electronic Arts, que publicou simulações sazonais e também F1 Challenge '99 -'02.
Um lugar notável em jogos de simulação para PC é ocupada por Papyrus ' Grand Prix Legends, que retratou a temporada de Fórmula 1 de 1967 em vez da temporada atual, como todos os outros contemporâneos. Recria de forma muito precisa a física do carro e a sensação de dirigir um verdadeiro carro de Fórmula 1 de 1967: por isso, mesmo depois de muitos anos, ainda é considerado um dos jogos mais realistas já feitos. O jogo ainda tem uma grande popularidade entre os videogames, com muitos mods e circuitos originais sendo produzidos.

### Jogos de console; Exclusividade Sony
A partir da segunda metade da década de 1980 mais jogos foram sendo criados para computadores pessoais, o que poderia garantir um desenvolvimento mais fácil e menos caro. A maioria desses jogos apresentava pistas, carros e nomes de pilotos semelhantes aos reais, mas todos ligeiramente modificados, já que não tinham licenças oficiais da FIA. Exemplos disso são o Super Monaco GP (e o Ayrton Senna's Super Monaco GP II, que tinha licença para exibir apenas o nome de Ayrton Senna)  ou o Mansell's World Championship, mas muitos outros jogos menos conhecidos tinham características semelhantes.
A primeira metade da década de 1990 viu um crescimento na popularidade dos jogos de Fórmula Um, e muitas casas de software começaram a adquirir licenças e a exibir a maioria dos nomes e carros reais, por exemplo o Fórmula 1 da Domark, que apresentava a maioria das pistas, pilotos e equipes reais.
A revolução dos gráficos 3D iniciada pelo Grand Prix de Geoff Crammond não passou despercebida pelo mercado de consoles: algumas casas de software começaram a desenvolver jogos neste estilo como Sega com seu Virtua Racing, e mais tarde Namco com Ace Driver: Victory Lap (que apresentava F1 futurístico -como carros).
O primeiro jogo 3D a apresentar uma licença completa foi Fórmula 1, desenvolvido pela Bizarre Creations e lançado para PlayStation, o primeiro jogo da série de sucesso da Fórmula Um . Apesar do jogo ser mais um jogo de arcade do que uma simulação, foi muito bem recebido; mais tarde, a série mudou para uma abordagem de corrida mais realista. Outros jogos de Fórmula 1 lançados na mesma época incluem EA Sports F1 Series (que vai do – F1 temporada com todos os drivers de cada temporada) e Sistema de Vídeo/Nintendo 's F-1 World Grand Prix e F1 World Grand Prix II.
A Sony teve uma licença exclusiva para fazer jogos de Fórmula 1 de 1996 até 2006, lançando sequências da Fórmula 1 em seus sistemas PlayStation em um ritmo quase anual ao longo desse tempo para formar sua série de Fórmula 1, bem como licenciando o lançamento de 2003 da Infogrames. Grand Prix Challenge, jogo exclusivo para PS2, desenvolvido pela Melbourne House. O Challenge foi bem recebido pelos críticos, particularmente por seus gráficos de alta qualidade para a época, apesar de ser desconhecido para a maioria dos fãs de jogos de F1.

### Codemasters assume o controle (2009–)
Depois que a Sony concluiu a série de Fórmula 1 com os lançamentos de Fórmula 1 06 no PS2 e Formula One Championship Edition no PlayStation 3, a licença para jogos de F1 passou para a Codemasters, que então a usou para iniciar sua própria série de videogames de Fórmula 1, lançando títulos em parcelas anuais para cada temporada, começando com a temporada de 2009 O primeiro jogo da série, F1 2009, foi lançado no Wii, PlayStation Portable e iOS, com a versão Wii suportando o Wii Wheel para direção controlada por movimento. No entanto, a Codemasters optou por lançar sequências anuais subsequentes (com cada parcela sucessiva adicionando recursos mais avançados para melhor capturar o realismo do esporte) em consoles não Nintendo e computadores pessoais, com F1 2011 também disponível em portáteis de oitava geração e F1 2016 também disponível como um título para celular pago no iOS e Android. Além da versão Wii U do spin-off F1 Race Stars, com o subtítulo Powered-Up Edition, nenhum outro jogo Codemasters F1 está disponível em um console Nintendo.
Enquanto os jogos de Fórmula 1 em geral são reproduções estritas do esporte, independentemente do estilo de jogo, F1 Race Stars da Codemasters foi o primeiro a trazer o estilo de jogo Mario Kart para o cenário, enquanto sua licença oficial da FIA (que a empresa possui desde 2009) permitiu que as equipes (completas com seus respectivos patrocinadores) e os pilotos da temporada desse ano recebessem uma reformulação do tipo cartoon.

## Modding
À medida que a tendência para o software de código aberto aumentou, os desenvolvedores perceberam que muitos usuários de videogames gostam de adicionar seus próprios recursos aos jogos, e muitos jogos de corrida para PC modernos tornaram-se mais fáceis de modificar . Jogos como o rFactor, embora não sejam basicamente um jogo de Fórmula 1, tornaram-se uma espécie de estágio de desenvolvimento. Os jogadores do rFactor podem baixar vários mods para várias temporadas de F1, incluindo temporadas "clássicas" como 1955 e 1979. Os criadores do jogo, Image Space Incorporated, trabalharam com a equipe BMW Sauber F1 para apresentar uma versão realista do F1.06 e do F1.07. Mods que podem reproduzir a maioria das temporadas da Fórmula 1 também estão disponíveis para o Grand Prix 4 e F1 Challenge '99 -'02.

## Lista
Uma lista de videogames de Fórmula Um que lista apenas aqueles que usam o nome F1, sejam licenciados pelo Formula One Group ou apenas F1 no nome; é licenciado por pilotos de corrida e equipes envolvidas na série, apresentando sprites que se assemelham a um carro de Fórmula 1 de forma a contornar o licenciamento, apresentando nomes de pilotos e equipes deliberadamente mal escritos; tem o nome de uma corrida de Grande Prêmio que aparece no calendário da F1 ou aquelas que apresentam corridas que aparecem no calendário da F1. Até agora, os jogos de F1 podem ser reproduzidos nas seguintes plataformas: Arcade, SG-1000, Intellivision, ColecoVision, Commodore 64, ZX Spectrum, Atari 7800, Nintendo Entertainment System, Game Boy, Commodore 16, Commodore Plus / 4, Amstrad CPC, MSX, Amiga, Atari ST, PC DOS, Sega Genesis, Sega Game Gear, TurboGrafx-16, Super Nintendo Entertainment System, Sega Master System, Sega CD, Sega Saturn, PlayStation, Microsoft Windows, Nintendo 64, Dreamcast, Game Boy Color, PlayStation 2, Xbox, GameCube, PlayStation Portable, PlayStation 3, Wii, Xbox 360, iOS, PlayStation Vita, Nintendo 3DS, Mac OS X, Wii U, PlayStation 4, Xbox One, macOS, Android, tvOS e Linux.
|                                                  | Platforms                                                                             | Release Date                                                    | Developer / Publisher                                                   | Formula 1 Season                        |
| ------------------------------------------------ | ------------------------------------------------------------------------------------- | --------------------------------------------------------------- | ----------------------------------------------------------------------- | --------------------------------------- |
| F1 Exhaust Note                                  | Arcade                                                                                | 1991                                                            | Sega                                                                    | 1991                                    |
| F-1 Grand Prix                                   | Arcade, SNES                                                                          | 1991                                                            | Video System                                                            | 1991                                    |
| F1 Grand Prix: Satoru Nakajima                   | Sega Genesis                                                                          | 1991                                                            | Varie                                                                   | 1991                                    |
| Fastest 1                                        | Sega Genesis                                                                          | 1991                                                            | Human Entertainment                                                     | 1990                                    |
| F-1 Grand Prix Part II                           | Arcade, SNES                                                                          | 1992                                                            | Video System                                                            | 1992                                    |
| F-1 Hero MD                                      | Sega Genesis                                                                          | 1992                                                            | Varie                                                                   | 1992                                    |
| F1 Super License: Nakajima Satoru                | Sega Genesis                                                                          | 1992                                                            | Varie                                                                   | 1992                                    |
| F1 Pole Position                                 | SNES                                                                                  | 1992                                                            | Human Entertainment                                                     | 1992                                    |
| Grand Prix Unlimited                             | PC DOS                                                                                | 1992                                                            | Accolade                                                                | 1991                                    |
| F1 Super License: Nakajima Satoru                | Sega Genesis                                                                          | 1992                                                            | Varie                                                                   | 1992                                    |
| F1 Super Lap                                     | Arcade                                                                                | 1992                                                            | Sega                                                                    | 1992                                    |
| F-1 Grand Prix Star II                           | Arcade                                                                                | 1993                                                            | Jaleco                                                                  | 1992                                    |
| Formula One                                      | PC DOS, Sega Master System, Sega Genesis, Sega Game Gear, Amiga                       | 1993                                                            | Atari / Domark                                                          | 1993                                    |
| F1 Pole Position 2                               | SNES                                                                                  | 1993                                                            | Human Entertainment                                                     | 1993                                    |
| Final Lap R                                      | Arcade                                                                                | 1993                                                            | Namco                                                                   | 1993                                    |
| Gerhard Berger's Formula 1 Quiz                  | Commodore 64                                                                          | 1993                                                            | Austriasoft                                                             |                                         |
| Formula One World Championship: Beyond the Limit | Sega CD                                                                               | 1994                                                            | Sega                                                                    | 1993                                    |
| F-1 Grand Prix Part III                          | SNES                                                                                  | 1994                                                            | Video System                                                            | 1991 - 1993                             |
| Human Grand Prix III: F1 Triple Battle           | SNES                                                                                  | 1994                                                            | Human Entertainment                                                     | 1994                                    |
| Grand Prix Manager                               | PC DOS                                                                                | 1995                                                            | MicroProse                                                              | 1995+                                   |
| F1 World Championship Edition                    | Amiga, Sega Genesis                                                                   | 1995                                                            | Peakstar / Domark                                                       | 1994                                    |
| F1 Challenge                                     | Sega Saturn                                                                           | 1995                                                            | Virgin Interactive                                                      | 1995                                    |
| Human Grand Prix IV: F1 Dream Battle             | SNES                                                                                  | 1995                                                            | Human Entertainment                                                     | 1995                                    |
| Grand Prix 2                                     | PC DOS                                                                                | August 30, 1996                                                 | Geoff Crammond, MicroProse                                              | 1994                                    |
| Grand Prix Manager 2                             | Microsoft Windows                                                                     | 1996                                                            | Edward Grabowski / MicroProse                                           | 1996+                                   |
| F-1 Grand Prix 1996 - Team Unei Simulation       | PlayStation                                                                           | 1996                                                            | Coconuts                                                                | 1996                                    |
| F1 Manager 96                                    | Microsoft Windows                                                                     | 1996                                                            | Software 2000 / EuroPress                                               | 1996+                                   |
| Pole Position Team F1 (Manager)                  | Microsoft Windows                                                                     | 1996                                                            | Ascon GmbH / Electronic Arts, Ascon GmbH                                | 1995+                                   |
| Formula 1                                        | Microsoft Windows, PlayStation                                                        | September 1996                                                  | Bizarre Creations / Psygnosis                                           | 1995                                    |
| Power F1                                         | Microsoft Windows                                                                     | April 1997                                                      | Teque London / Eidos                                                    | 1995                                    |
| Formula 1 97                                     | Microsoft Windows, PlayStation                                                        | September 26, 1997                                              | Bizarre Creations / Psygnosis                                           | 1997                                    |
| F1 Pole Position 64                              | Nintendo 64                                                                           | October 1997                                                    | Human Entertainment / Ubisoft                                           | 1996                                    |
| F1 Racing Simulation                             | Microsoft Windows                                                                     | December 31, 1997                                               | Bizarre Creations / Ubisoft                                             | 1996                                    |
| F-1 World Grand Prix                             | Nintendo 64, Arcade Dreamcast, PlayStation Microsoft Windows, Game Boy Color          | July 27, 1998 1999 2000                                         | Paradigm Entertainment, Lankhor / Eidos Interactive, Video System, Sega | 1997 (N64) 1998 (DC, GBC) 1999 (PS, PC) |
| Grand Prix Legends                               | Microsoft Windows                                                                     | October 1998                                                    | Papyrus / Sierra Entertainment                                          | 1967                                    |
| Formula 1 98                                     | PlayStation                                                                           | November 30, 1998                                               | Visual Science / Psygnosis                                              | 1998                                    |
| Official Formula One Racing                      | Microsoft Windows                                                                     | 1999                                                            | Lankhor / Eidos Interactive                                             | 1998                                    |
| Grand Prix World                                 | Microsoft Windows                                                                     | June 1999                                                       | Edward Grabowski / Microprose, Hasbro Interactive                       | 1998+                                   |
| F-1 World Grand Prix II                          | Nintendo 64 Dreamcast, Game Boy Color                                                 | September 30, 1999 2000                                         | Paradigm Entertainment, Video System                                    | 1998 (N64) 1999 (DC, GBC)               |
| Formula One 99                                   | Microsoft Windows, PlayStation                                                        | October 1999                                                    | Studio 33 / Psygnosis                                                   | 1999                                    |
| F1 2000                                          | Microsoft Windows, PlayStation                                                        | March 2000                                                      | Visual Science / EA Sports                                              | 2000                                    |
| F1 Racing Championship                           | Microsoft Windows, PlayStation, PlayStation 2, Nintendo 64, Game Boy Color, Dreamcast | April 30, 2000                                                  | Ubisoft / Video System                                                  | 1999                                    |
| Grand Prix 3                                     | Microsoft Windows                                                                     | July 28, 2000                                                   | Geoff Crammond, MicroProse / Hasbro Interactive                         | 1998                                    |
| Formula One 2000                                 | PlayStation, Game Boy Color                                                           | October 6, 2000                                                 | Studio 33 / SCE                                                         | 2000                                    |
| F1 Manager 2000 (F1 Manager 2001)                | Microsoft Windows                                                                     | October 13, 2000 (re-released 2001)                             | Intelligent Games / EA Sports                                           | 1999+                                   |
| F1 Championship Season 2000                      | Microsoft Windows, PlayStation, PlayStation 2, Xbox, Game Boy Color                   | September 2001                                                  | Visual Science / EA Sports                                              | 2000                                    |
| F1 World Grand Prix 2000                         | Microsoft Windows, PlayStation                                                        | February 21, 2001                                               | Eutechnyx / Eidos Interactive                                           | 2000                                    |
| Formula One 2001                                 | PlayStation, PlayStation 2                                                            | May 21, 2001                                                    | Studio Liverpool / SCEE                                                 | 2001                                    |
| Grand Prix 3 Season 2000                         | Microsoft Windows                                                                     | August 2001                                                     | MicroProse / Atari                                                      | 2000                                    |
| F1 2001                                          | Microsoft Windows, PlayStation 2, Xbox                                                | October 2001                                                    | ISI / EA Sports                                                         | 2001                                    |
| Williams F1 Team Driver                          | Microsoft Windows                                                                     | December 2001                                                   | KnowWonder / THQ                                                        | 2001                                    |
| F1 2002                                          | Microsoft Windows, PlayStation 2, Xbox, GameCube, Game Boy Advance                    | June 2002                                                       | ISI, Magic Pockets / EA Sports                                          | 2002                                    |
| Formula One Arcade                               | PlayStation                                                                           | September, 2002                                                 | Studio 33 / SCE                                                         | 2001                                    |
| Grand Prix 4                                     | Microsoft Windows                                                                     | September 10, 2002                                              | Geoff Crammond, MicroProse / Infogrames                                 | 2001                                    |
| Formula One 2002                                 | PlayStation 2                                                                         | November 1, 2002                                                | Studio Liverpool / SCEE                                                 | 2002                                    |
| Grand Prix Challenge                             | PlayStation 2                                                                         | November 21, 2002                                               | Melbourne House, Infogrames / Atari                                     | 2002                                    |
| F1 Challenge '99-'02 (F1 Career Challenge)       | Microsoft Windows (PlayStation 2, Xbox, GameCube)                                     | May 13, 2003 (June 9, 2003)                                     | ISI / EA Sports (Visual Science / EA Sports)                            | 1999-2002                               |
| Formula One 2003                                 | PlayStation 2                                                                         | July 11, 2003                                                   | Studio Liverpool / SCEE                                                 | 2003                                    |
| Formula One 04                                   | PlayStation 2                                                                         | September 22, 2004                                              | Studio Liverpool / SCEE                                                 | 2004                                    |
| Formula One 05                                   | PlayStation 2                                                                         | July 1, 2005                                                    | Studio Liverpool / SCEE                                                 | 2005                                    |
| F1 Grand Prix                                    | PlayStation Portable                                                                  | September 1, 2005                                               | Traveller's Tales / Sony CEE                                            | 2005                                    |
| Formula One 06                                   | PlayStation 2, PlayStation Portable                                                   | July 28, 2006                                                   | Studio Liverpool / SCE                                                  | 2006                                    |
| Formula One Championship Edition                 | PlayStation 3                                                                         | December 28, 2006                                               | Studio Liverpool / SCE                                                  | 2006                                    |
| F1 2009                                          | Wii, PlayStation Portable                                                             | November 17, 2009                                               | Sumo Digital / Codemasters                                              | 2009                                    |
| F1 2010                                          | Microsoft Windows, PlayStation 3, Xbox 360                                            | September 24, 2010                                              | Codemasters                                                             | 2010                                    |
| F1 2011                                          | Microsoft Windows, PlayStation 3, PlayStation Vita, Nintendo 3DS, Xbox 360            | September 20, 2011                                              | Codemasters                                                             | 2011                                    |
| F1 Online: The Game                              | Microsoft Windows                                                                     | June 26, 2012                                                   | Codemasters                                                             | 2011                                    |
| F1 2012                                          | Microsoft Windows, PlayStation 3, Xbox 360                                            | September 18, 2012                                              | Codemasters                                                             | 2012                                    |
| F1 Race Stars                                    | Microsoft Windows, PlayStation 3, Xbox 360, iOS                                       | November 13, 2012                                               | Codemasters                                                             | 2012                                    |
| F1 Challenge                                     | Android, iOS                                                                          | 2013                                                            | Codemasters                                                             | 2012                                    |
| F1 2013                                          | Microsoft Windows, PlayStation 3, Xbox 360                                            | October 4, 2013                                                 | Codemasters                                                             | 2013                                    |
| F1 2014                                          | Microsoft Windows, PlayStation 3, Xbox 360                                            | October 17, 2014                                                | Codemasters                                                             | 2014                                    |
| Cockpit Manager 14                               | Microsoft Windows                                                                     | April 11, 2014                                                  | Cartola Games                                                           | 2014                                    |
| F1 2015                                          | Microsoft Windows, PlayStation 4, Xbox One                                            | July 10, 2015                                                   | Codemasters                                                             | 2014, 2015                              |
| F1 2016                                          | Microsoft Windows, PlayStation 4, Xbox One, Android, iOS, tvOS                        | August 19, 2016                                                 | Codemasters                                                             | 2016                                    |
| F1 2017                                          | Microsoft Windows, PlayStation 4, Xbox One                                            | August 25, 2017                                                 | Codemasters                                                             | 2017                                    |
| F1 2018                                          | Microsoft Windows, PlayStation 4, Xbox One                                            | August 24, 2018                                                 | Codemasters                                                             | 2018                                    |
| F1 Mobile Racing                                 | Android, iOS                                                                          | October 18, 2018                                                | Codemasters                                                             | 2018, 2019, 2020                        |
| F1 Manager                                       | Android, iOS                                                                          | May 10, 2019                                                    | Hutch Games                                                             | 2019                                    |
| F1 2019                                          | Microsoft Windows, PlayStation 4, Xbox One                                            | June 28, 2019                                                   | Codemasters                                                             | 2019                                    |
| F1 2020                                          | Microsoft Windows, PlayStation 4, Xbox One, Stadia                                    | July 10, 2020                                                   | Codemasters                                                             | 2020                                    |
| F1 2021                                          | Microsoft Windows, PlayStation 4, PlayStation 5,Xbox One, Xbox Series X/S             | July 13, 2021 (Deluxe Edition), July 16,2021 (Standard Edition) | Codemasters                                                             | 2021                                    |